# Ferdinand von Sydow
Ferdinand Karl August von Sydow (* 2. Oktober 1795 in Oppeln; † 22. Juni 1864 in Breslau) war ein preußischer Generalmajor.

## Leben

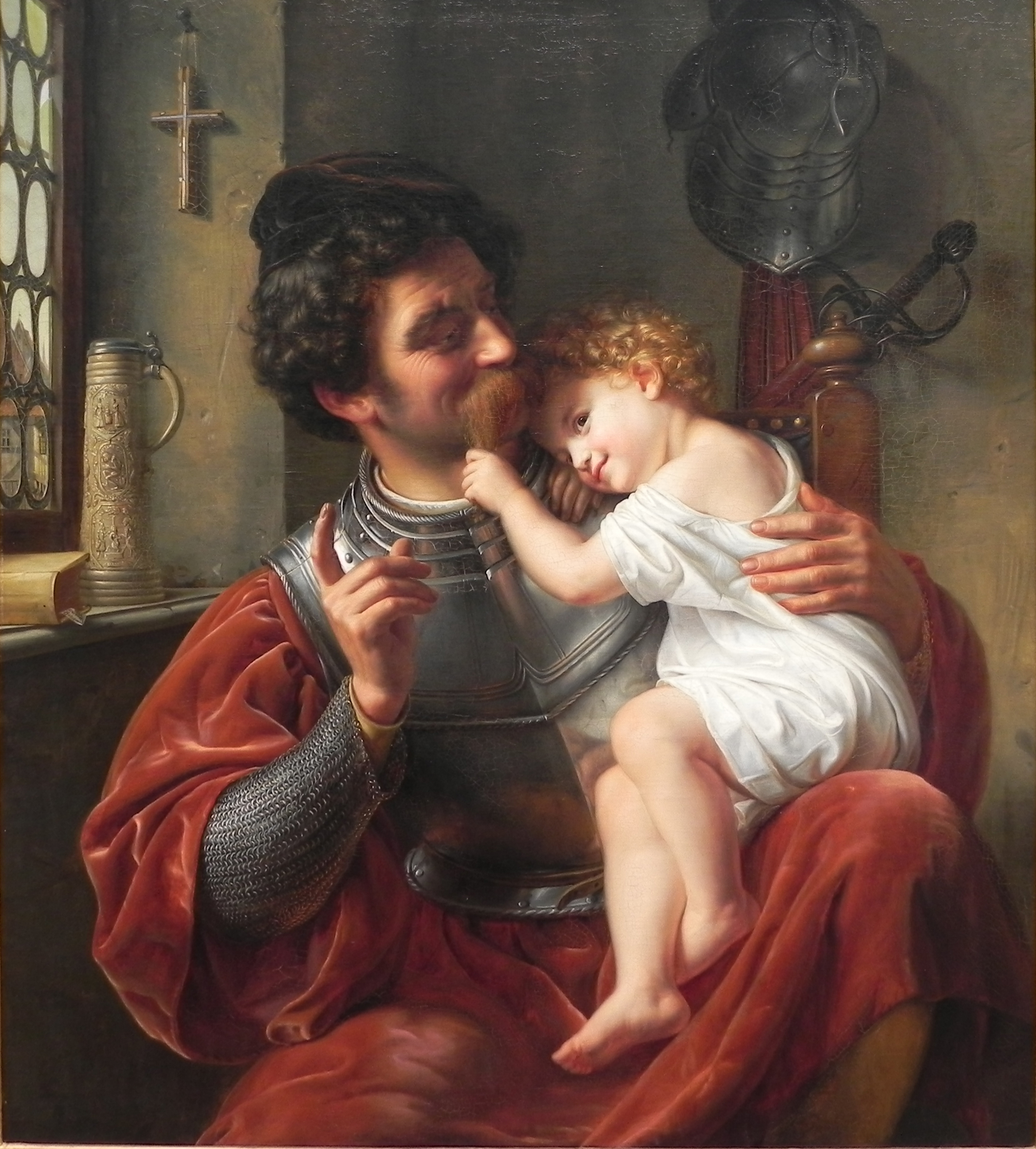
Für das Gemälde Der Krieger und sein Kind, ein Bild seines Freundes Theodor Hildebrandt, saß Ferdinand von Sydow 1832 in Düsseldorf Modell.

### Herkunft
Ferdinand war ein Sohn des preußischen Majors Karl von Sydow (1749–1837) und dessen Ehefrau Friederike, geborene von Podewils (1769–1843), eine Tochter des Generals von Podewils.

### Militärkarriere
Sydow besuchte das Berliner Kadettenhaus und wurde am 28. Januar 1813 als Portepeefähnrich im Schlesischen Kürassier-Regiment der Preußischen Armee angestellt. Mitte Juli 1813 avancierte er zum Sekondeleutnant und nahm während der Befreiungskriege an den Schlachten bei Großgörschen und Bautzen teil. Im Gefecht bei Haynau wurde Sydow durch einen Schuss in den Leib schwer verletzt und mit dem Eisernen Kreuz II. Klasse sowie dem Orden des Heiligen Georg V. Klasse ausgezeichnet.
Nach dem Krieg stieg er bis Juni 1818 zum Premierleutnant auf und kam am 20. Januar 1822 in das 5. Ulanen-Regiment. Dort wurde er am 22. März 1823 Rittmeister und Eskadronchef. Am 30. März 1840 erfolgte seine Beförderung zum Major und am 22. März 1843 seine Versetzung als etatsmäßiger Stabsoffizier in das 6. Ulanen-Regiment. Im Jahr 1845 wurde er mit dem Roten Adlerorden IV. Klasse ausgezeichnet. Am 9. März 1848 beauftragte man ihn mit der Führung des 1. Kürassier-Regiments und ernannte Sydow am 7. Mai 1848 zum Regimentskommandeur. In dieser Stellung avancierte er Mitte November 1849 zum Oberstleutnant und Mitte April 1851 zum Oberst. Unter Verleihung des Charakters als Generalmajor erhielt Sydow am 10. März 1853 seinen Abschied mit Pension. Am 30. März 1858 wurde er mit Pension zur Disposition gestellt. Er starb am 22. Juni 1864 in Breslau.

### Familie

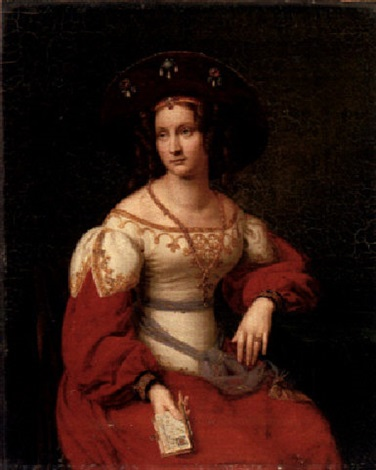
Johanna von Sydow, Porträt von Friedrich Wilhelm von Schadow

Sydow heiratete am 18. September 1829 in Mitau Johanna Groschke (1810–1872), Schwägerin von Friedrich Wilhelm von Schadow und eine Tochter des Hofarztes Johann Gottlieb von Groschke. Das Paar hatte mehrere Kinder:
- Julie Charlotte Jenny (1830–1839)
- Karl (*/† 1832)
- Karl Paul Ferdinand (1834–1855)
- Luise Emma Sophie Jenny (1835–1903) ⚭ 1860 Georg Thomas Emanuel von Wengersky, Freiherr von Ungerschütz (1824–1871)
- Emma Jenny Friederike Sophie (1837–1897)
- Ferdinand Hans Detlob (1838–1848)
- Pauline Jenny Friederike Sophie (1842–1891)
- Sophie Charlotte Jenny Friederike (* 1843)